# Ancelle della Divina Provvidenza
Le Ancelle della Divina Provvidenza (sigla A.D.P.) sono un istituto religioso femminile di diritto pontificio.

## Storia
La congregazione fu fondata dal sacerdote Pasquale Uva: colpito dalla situazione di abbandono dei disabili e degli ammalati psichici, aprì a Bisceglie lna Casa della Divina Provvidenza "ricovero per i deficienti dell'Italia meridionale" e il 10 agosto 1922 diede inizio alla famiglia religiosa delle Ancelle della Divina Provvidenza per la cura dei ricoverati. Il nucleo originale dell'istituto era costituito da otto suore e la prima superiora generale fu Lucia Caprioli
A partire dal 1933 le suore aprirono ospedali e istituti psichiatrici, neuropsichiatrici e ortofrenici a Bisceglie, Foggia, Guidonia, Potenza e Palestrina.
L'istituto ricevette il pontificio decreto di lode il 24 gennaio 1944.

## Attività e diffusione
Le suore si dedicano all'assistenza negli ospedali psichiatrici e negli istituti ortofrenici.
Sono presenti in Puglia e Basilicata; la sede generalizia è a Bisceglie.
Alla fine del 2015 l'istituto contava 83 religiose in 8 case.